# Det Kongelige Akademi - Bibliotek
Det Kongelige Akademi - Bibliotek (tidligere KADK Bibliotek) er Danmarks største bibliotek for arkitektur, design og konservering. Det er et offentligt uddannelses- og forskningsbibliotek med adgang for alle. Det Kongelige Akademi - Bibliotek er del af uddannelsesinstitutionen Det Kongelige Akademi - Arkitektur, Design og Konservering. Biblioteket understøtter Det Kongelige Akademis uddannelser og forskning. Derudover driver biblioteket biblioteksvirksomhed for Den Danske Scenekunstskole (tidligere Statens Scenekunstskole). Det Kongelige Akademi - Bibliotek kan findes på følgende adresse:
- Danneskiold-Samsøes Alle 50, 1434 København K. Biblioteket blev i 1997 indrettet i den tidligere Klejnsmedje på Flådestation Holmen. Klejnsmedien blev oprindeligt tegnet af arkitekt Holger Schmidt. Vilhelm Lauritzen Arkitekter stod for restaurering og ombygning til bibliotek.

## Historie
Det Kongelige Akademi - Bibliotek (tidligere KADK Bibliotek) er resultat af en fusion mellem Kunstakademiets Arkitektskoles Bibliotek (KASB), Danmarks Designskoles Bibliotek og Det Konserveringsfaglige Videncenter (KViC). Fusionen fandt sted i 2011 og biblioteket fik navnet KADK Bibliotek. I januar 2011 flyttede Designskolens Bibliotek fra Strandboulevarden, 2100 København Ø. til Holmen og blev integreret i Kunstakademiets Arkitektskoles Bibliotek på Danneskiold-Samsøes Allé 50, 1434 København K. Og i august 2017 flyttede Det Konserveringsfaglige Videncenter fra Amaliegade 38, 1256 København K også til Holmen. Herved blev de tre skolers biblioteker endeligt samlet under et tag. 
September 2011 vedtog KADK - Det Kongelige Danske Kunstakademi (nu Det Kongelige Akademi) en ny organisering for skolernes administration og bibliotek. Det betød, at Ditte Jessing blev leder af KADK Bibliotek. Kristian Rise, der tidligere var leder af Kommunikation og Bibliotek på Designskolen, blev leder af Kommunikation og Forlag på KADK og Lise Marie Kofod, tidligere leder af Konservatorskolens Bibliotek, fik ansvar for konserveringsområdet i Biblioteket. 

## Bibliotekets ledere gennem tiden
- 1929 - 1930: Jens Houmøller Klemmensen
- 1930 - 1979: Dan Fink
- 1979 - 1981: Kollektiv ledelse
- 1981 - 1998: Steen Estvad Petersen
- 1998 - 1999: Flemming Skude
- 2000 - 2003: René Steffensen
- 2004 - 2014: Ditte Jessing
- 2014 - 2015: Stig Lyngaard Hansen (konstitueret)
- 2015 - Lise Møller Eriksson

## Nøgletal
Det Kongelige Akademi - Bibliotek rummer en bestand på omkring 170.000 bøger og tidsskrifter. Antal besøgende pr. år (Holmen i København) ca. 50.000.

## Eksterne kilder
- Det Kongelige Akademi - Biblioteks hjemmeside
- Vilhelm Lauritzen Arkitekter Arkiveret 10. marts 2016 hos  Wayback Machine
- Danmarks Scenekunstskole Arkiveret 8. januar 2014 hos  Wayback Machine

55°40′53.4″N 12°36′19.0″Ø / 55.681500°N 12.605278°Ø